# Mouvement national algérien
Cet article concerne l'histoire du mouvement national algérien. Pour l'organisation politico-militaire de Messali Hadj créée pendant la guerre d'Algérie (MNA), voir Mouvement national algérien (Guerre d'Algérie).
Le mouvement national algérien est le mouvement sociopolitique et anticolonialiste qui, né au début du XXe siècle pendant la colonisation française de l’Algérie, mène au déclenchement de la guerre d'indépendance de ce pays en 1954. Il comprend deux tendances politiques : les réformistes d'une part et les indépendantistes d'autre part.
Le réformisme politique nait au début du XXe siècle par les actions menées par le mouvement des Jeunes Algériens, constitué de notables et d’intellectuels musulmans qui fondent les premières associations culturelles et journaux algériens. Son aile assimilationniste évolue en une organisation politique représentée par les élus musulmans qui organisent leur premier congrès en 1927 et fondent ensuite la fédération des élus. Ce courant décline pendant la Seconde Guerre mondiale en raison de l’absence de réformes politiques et du fait de la montée du nationalisme.
Le courant indépendantiste est mené jusqu'en 1954 par le mouvement englobant successivement l'Étoile nord-africaine  (ENA), le Parti du peuple algérien (PPA) et le Mouvement pour le triomphe des libertés démocratiques (MTLD), dirigés principalement par Messali Hadj. L’Étoile nord-africaine est fondée à Paris en 1926 et milite dès sa création pour l'indépendance de l’Algérie. Après la dissolution de l'Étoile, le Parti du peuple algérien est constitué en 1937, puis le Mouvement pour le triomphe des libertés démocratiques en 1946. D’autres mouvements plus modérés évoluent également dans la scène politique algérienne, principalement l’Association des oulémas musulmans algériens, créée en 1931 par les Oulémas dans la droite ligne du mouvement islamiste né en 1920 et prônant un réformisme religieux et culturel, ainsi que le mouvement communiste représenté par le Parti communiste algérien, né en 1936, et l’Union démocratique du manifeste algérien (UDMA) de Ferhat Abbas, fondée en 1947.

## Contexte socio-économique

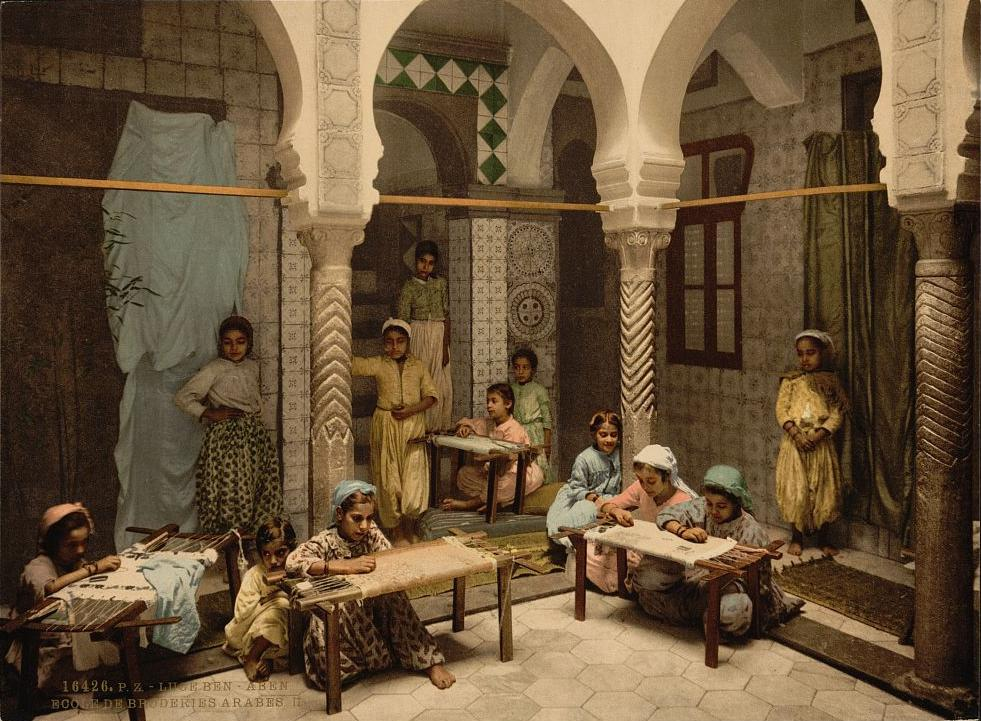
École de broderie à Alger, fin du XIX

Au début du XXe siècle, la population algérienne, qui connait une forte poussée démographique, demeure fortement rurale. Même si les grandes villes sont peuplées principalement par les Européens, le salariat se développe et la noblesse algérienne traditionnelle est marginalisée. Affaiblie et bouleversée par la destruction de sa formation sociale traditionnelle, due notamment à la perte de ses terres agricoles et pastorales, la population algérienne ne peut pas s’opposer à l’ordre colonial établi.
Si quelques insurrections, suscitées par le mécontentement social et le refus de la conscription tels que le soulèvement dans les monts des Beni-Chougrane en 1914 et le phénomène des « bandits d’honneurs » (qui se développe notamment dans la région des Aurès), ont lieu dans les campagnes surtout, la contestation de l’ordre colonial semble se déplacer vers la ville, où subsiste une bourgeoisie conservatrice fidèle au passé ottoman et, à partir des années 1920, dans l’émigration algérienne en France. Le mouvement national algérien se présente alors en deux tendances, le mouvement religieux des Oulémas et le mouvement moderniste des « évolués », également nommé les « Jeunes Algériens ». 
La situation des Algériens musulmans s’aggrave par la crise économique qui frappe le pays après la Première guerre mondiale et qui provoque une famine sévère. Sur le plan juridique, les musulmans sont des « sujets français » qui ne bénéficient pas des droits et des libertés garantis aux citoyens par la Constitution française. Cette inégalité se manifeste dans différents domaines : code de l'indigénat, service militaire, fiscalité ainsi que dans les accès aux emplois publics. Elle se caractérise également par des restrictions accordées aux libertés publiques : réunions, presse, enseignement et circulation. En 1919, la plus importante réforme électorale avant 1947 permet d’élargir le corps électoral musulman de 5 090 en 1914 à 103 000 pour désigner une cinquante de délégués financiers et de conseillers généraux. Elle permet également à environ 400 000 votants de choisir 1 250 membres d’assemblées locales (djemaa).

## Jeunes Algériens

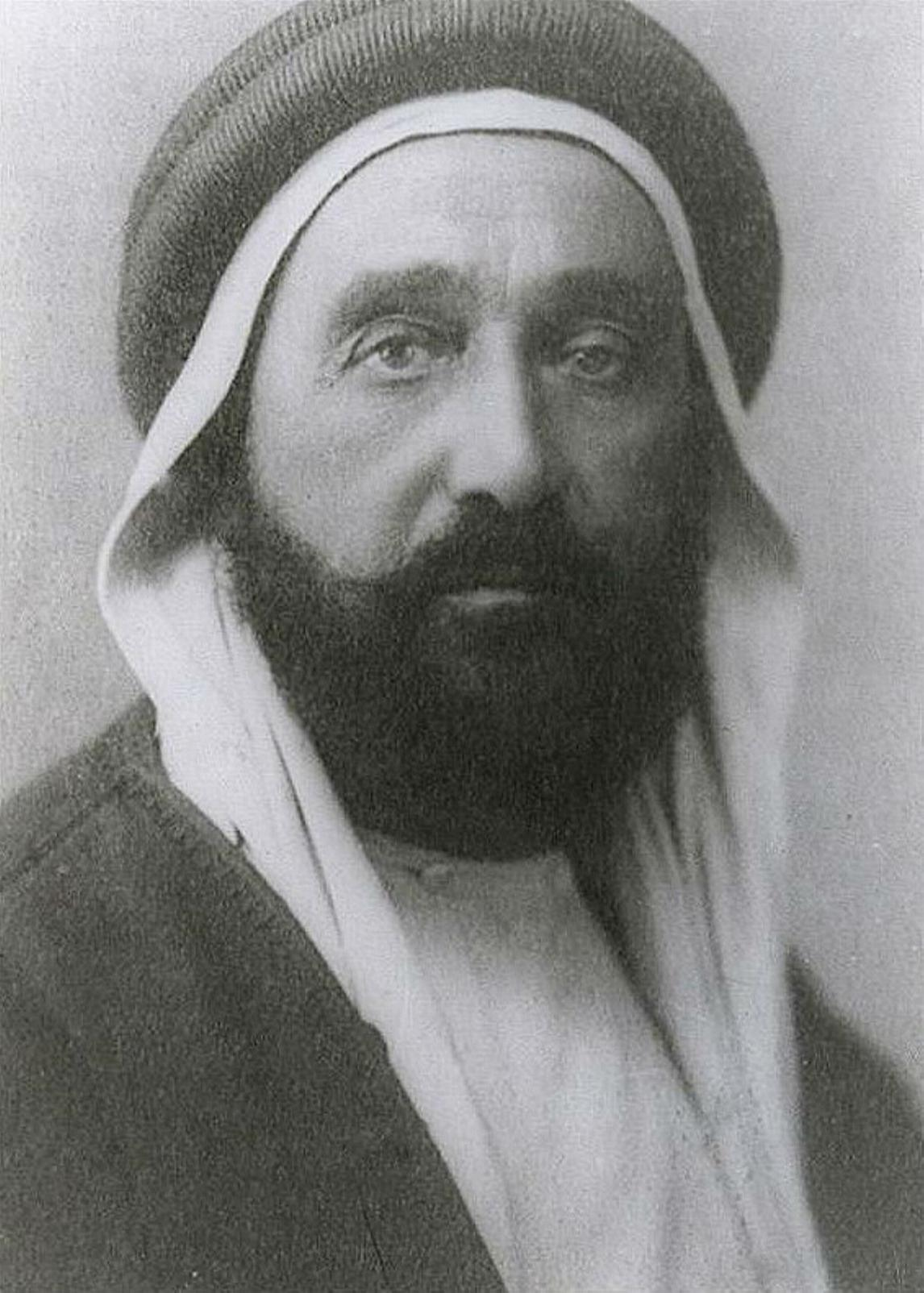
L’émir Khaled.

Les Jeunes Algériens ou « Parti des jeunes », appellation qui fait référence aux Jeunes-Turcs, est un mouvement né de l’émergence d’une nouvelle bourgeoisie, liée aux intellectuels citadins ou au commerce moderne, dont les éléments — qui ont fréquenté l’école française et exercent des métiers intellectuels, académiques ou administratifs — sont appelés les « évolués ». Souvent laïques, proches des mouvements des Jeunes Turcs et des Jeunes Tunisiens, ils bousculent les élites traditionnelles ; ils englobent deux tendances : d'une part des partisans d’un « patriotisme musulman » et de la nahda (en arabe النهضة), la Renaissance islamique, et d'autre part des assimilationnistes partisans des valeurs héritées des « Lumières » et de la Révolution française. Au demeurant, ces deux tendances restent attachés à l’islam, la civilisation islamique et la langue arabe, ce qui leur vaut la désapprobation des Européens d'Algérie et la critique de la presse coloniale, qui les accusent de nationalisme et de panislamisme.
L’émir Khaled, petit-fils de l’émir Abdelkader, est la figure emblématique de ce mouvement ; il avait notamment adressé en 1919 un message au président Wilson réclamant l'application du droit des peuples à disposer d’eux-mêmes à l'Algérie et la représentation des Algériens à la conférence de Versailles. Il triomphe aux élections municipales d’Alger, puis aux départementales en 1920. Il mène de 1920 à 1923 une lutte contre le système colonial français, notamment par le biais du journal L’Ikdam qui présente le combat pour la cause algérienne et la défense des intérêts des musulmans. Présenté comme un nationaliste anti-français, il est critiqué par la presse européenne de l'époque et dénoncé par les élus administratifs. 
L’émir Khaled est à l’origine du courant dit du « khalédisme » : un mélange des sphères sociales et politiques. Sur le plan politique, il représente une synthèse entre le communisme anticolonial et l’arabisme naissant, mais également un pont entre l’élite algérienne naissante issue des écoles mises en place par la France, et la masse musulmane auprès de laquelle il est populaire et reconnu comme un meneur nationaliste. Cependant, après sa démission et son exil en 1923, son mouvement connait un déclin à la suite des échecs électoraux et à l’abandon par les élus assimilationnistes de la voie nationaliste prise par le mouvement.
Les Jeunes Algériens comptent, comme autres personnalités notables, le docteur Benthami, qui dirige une délégation en 1912 pour mener des réformes politiques, Chérif Benhabilès, signataire d’un manifeste proclamant la naissance du mouvement, Mohammed Ben Rahel, partisan quant à lui d’un meilleur enseignement de la langue arabe ou Mohand Saïd Lechani, figure de l'enseignement « indigène », Sadek Ben Denden, directeur du journal "L'Islam. Organe hebdomadaire démocratique" puis du journal L'Ikdam.
Le mouvement participe activement à la diffusion culturelle et scientifique et à la revendication des droits civiques et politiques : fin du code de l'indigénat, égalité devant l’emploi et le service militaire, libertés individuelles et collectives, instruction, meilleure représentation politique. Il est à l’origine des premiers journaux algériens et de nombreuses associations, ou nadi. Il contribue ainsi à l’émergence du mouvement national algérien dans sa forme moderne.

## Évolution du courant indépendantiste

### Premier parti nationaliste: l'ENA

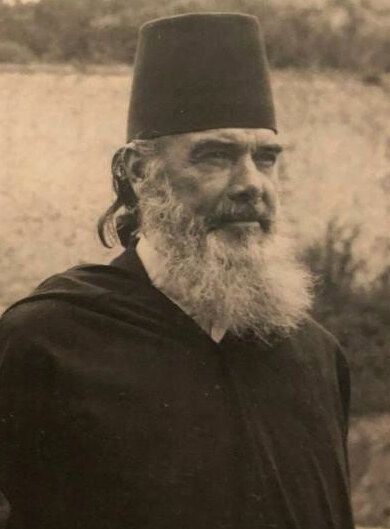
Messali Hadj

Le mouvement national émerge à partir des années 1920 avec la radicalisation du courant nationaliste lancée par la création de l’Étoile nord-africaine (ENA) officiellement en 1926, au sein de l’émigration algérienne en France et au contact des organisations proches de la IIIe Internationale. L’émir Khaled en est le président d’honneur, Hadj Ali Abdelkader, un membre du Parti communiste français, le fondateur. Par la suite, Messali Hadj s’impose comme le chef charismatique des mouvements indépendantistes. 
L’organisation œuvre à répandre les idées anticolonialistes chez les immigrés nord-africains, dans le but d'obtenir l’indépendance totale des pays d’Afrique du Nord (Algérie, Maroc et Tunisie). La propagande indépendantiste est plus favorablement accueillie chez les ouvriers kabyles, nombreux à cette époque. Messali Hadj participe au congrès anti-impérialiste de Bruxelles de 1927 où il rencontre de nombreuses associations et organisations européennes ainsi que des futures personnalités du « tiers-monde ». Son mouvement réclame une justice sociale à l’instar des autres courants du mouvement algérien, mais il s’illustre surtout par sa position de premier parti politique à réclamer l’indépendance de l’Algérie, la constitution des institutions étatiques nationales, et la nationalisation à l’État algérien, des infrastructures économiques et des moyens de productions ainsi que l’officialisation de la langue arabe. Il organise de nombreuses réunions publiques dans l'objectif de cette indépendance. Pour Messali Hadj, la France accomplit une œuvre de destruction à l’égard des Musulmans et il déclare à ce propos dans une réunion publique à Alger en 1933 : « Les terres qui appartiennent aux Algériens ont été données aux colons… Le point capital de la colonisation française consiste à appauvrir les Algériens par tous les moyens… Les Algériens relèvent aujourd’hui la tête, ils veulent lutter contre l’impérialisme français, ils veulent leur indépendance ».

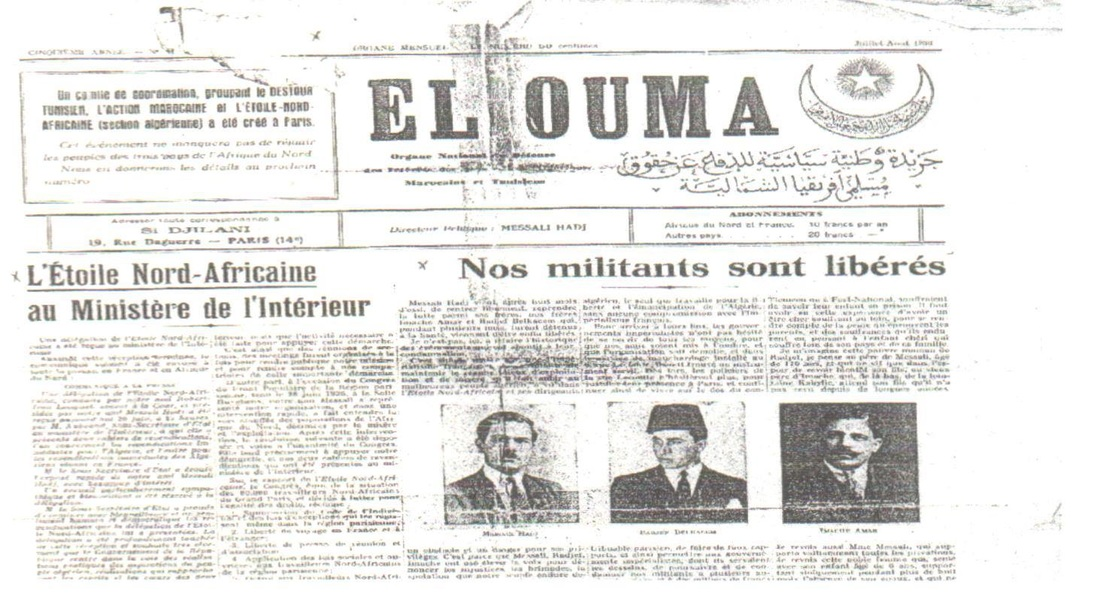
Exemplaire du journal El Ouma (date inconnue) de l'Étoile nord-africaine

Les exigences indépendantistes sont présentées dans le journal du mouvement Ikdam, interdit en 1927 mais remplacé par le journal El Ouma en 1930. Dissoute en 1929 pour « avoir prêché la révolte des indigènes contre la domination française », l’ENA renaît sous le nom de la Glorieuse Étoile nord-africaine mais les militants et la presse continuent de parler de l’Étoile nord-africaine. Elle est cependant définitivement dissoute en 1937 par un décret qui prononce la dissolution de groupements qui portent atteinte à l’intégrité territoriale de la France. L'ENA est un mouvement populiste qui hérite des méthodes d’organisation, d’encadrement et de propagande des communistes, mais demeure nationaliste, attaché à l’islam et à la pensée centraliste et jacobine, également attiré par le nationalisme arabe de Chekib Arsalan. La fondation de l’ENA est un fait capital dans l’histoire politique contemporaine de l’Algérie car l’indépendance algérienne est posée par une organisation politique de militants algériens. Elle adopte également un drapeau qui symbolise l’Algérie indépendante et qui contient les trois couleurs du drapeau algérien.

### La montée du PPA
Après de nombreuses arrestations et interdictions, Messali Hadj crée le Parti du peuple algérien (PPA) en 1937. Il rentre en Algérie pour assurer la direction de la nouvelle organisation. Cependant, il est encore une fois arrêté à Alger avec d'autres dirigeants, l'administration française étant inquiète de la popularité grandissante du mouvement dans le milieu rural algérien et de la progression du nationalisme populaire. Messali est condamné à deux ans de prison pour : « reconstitution d'une ligue dissoute, provocation des indigènes à des désordres et manifestations contre la souveraineté française », ce qui entraîne un léger mouvement d'agitations et de grèves. Les membres du PPA triomphent aux élections cantonales en 1937 et municipales en 1938, notamment à Alger. Messali est élu à une écrasante majorité conseiller général d'Alger, mais l'élection est invalidée par la préfecture.
Le mouvement gagne de plus en plus en popularité, surtout chez les jeunes : les écoliers chantent l'hymne du PPA, des cellules et des mouvements de jeunesse se constituent. Le PPA reste fidèle aux principes établis en 1926 par l'Étoile nord-africaine : abolition du code de l'indigénat, libertés démocratiques, indépendance par le biais d'une constitution souveraine, rejet de  l’attachement politique de l'Algérie à la France et du projet Blum-Viollette. Le mouvement recrute principalement dans les couches populaires, notamment chez les travailleurs. Il est indépendant de tout parti français et il utilise différents moyens pour faire sa propagande : tracts, journaux, réunions, fêtes ou enterrements.
En 1939, le PPA est dissous par décret et les journaux El Oumma et Le Parlement Algérien sont interdits. Messali est à nouveau arrêté après avoir été libéré cette même année avec plusieurs dirigeants du mouvement. La  répression coloniale, que les autres tendances du mouvement algérien condamnent et appellent à l'union contre elle, renforce le parti. Des militants tentent de créer et de faire revivre clandestinement des cellules du parti et mènent une campagne d’inscriptions murales de tendance nationaliste, avec des slogans tels que : « Le PPA vaincra » ou « L’Algérie aux Algériens ».

### Entre action légale et action clandestine
En 1943, lors de la Seconde Guerre mondiale, le Parti du peuple algérien approuve le Manifeste du peuple algérien (texte revendicatif de Ferhat Abbas avançant le principe d'une Algérie indépendante), rejoignant ainsi les autres courants du mouvement national, Oulémas et autonomistes pour le mouvement des Amis du manifeste et de la liberté (AML) en 1944. Toutefois, Messali Hadj et certains membres du PPA estiment qu'il est temps de passer à l'action et de profiter de la faiblesse de la France. Le 23 avril 1945, le dirigeant nationaliste est placé en résidence surveillée à Brazzaville, ce qui provoque le 1er mai suivant des manifestations réprimées à Alger et à Oran, où il y aurait eu trois morts. À l'occasion de la célébration de la victoire du 8 mai 1945, des Musulmans algériens manifestent et déploient, outre les drapeaux alliés, des pancartes affichant des slogans tels que : « Libérez Messali » et « Algérie indépendante ». Ces manifestations, dont il existe plusieurs versions, sont réprimées, donnant lieu aux massacres dans le Nord Constantinois, avec des morts de part et d'autre. Elles constituent selon certains un épisode déclencheur de la guerre d'Algérie. Cette importante répression entraine la rupture des militants du PPA avec la démarche d'évolution législative tentée par les AML et les communistes.
Alors que Messali Hadj tente de participer aux législatives de 1946 en créant le Mouvement pour le triomphe des libertés démocratiques (MTLD) comme parti légal, le PPA poursuit sa vie clandestine et une aile paramilitaire, l'Organisation spéciale (OS), est créée en 1947 en vue de préparer la lutte armée. En 1947, le MTLD triomphe aux élections municipales, ce qui offre aux militants du mouvement l'opportunité de participer à des assemblés élues et marginalise les objectifs de l'OS ; cette victoire suscite également l'inquiétude des autorités coloniales qui mettent en place des plans de trucages des prochaines élections. Le MTLD devient entre 1947 et 1950 un grand parti moderne et il réussit à s'allier plusieurs associations et à en créer de nouvelles : scouts, associations d'étudiants, médersas, mouvements de femmes. Il se présente comme un parti qui réclame la souveraineté et la lutte pour l'indépendance d'un peuple colonisé. 
Cependant, de 1949 à 1954, le mouvement PPA–MTLD traverse une série de crises internes. L'année 1949 voit le déclenchement de la « Crise berbériste », provoquée par le désaccord des militants avec la direction du parti sur la définition d'une Algérie arabe et musulmane et la place de l'élément berbère ; la direction décide alors de dissoudre la fédération de France et d'écarter des principaux meneurs du mouvement berbériste . Elle décide aussi de l'expulsion de plusieurs dirigeants kabyles. En 1950, à la suite du démantèlement de l'OS par la police française, les « clandestins » s'opposent à la direction centrale. En 1953, à la suite du IIe Congrès du MLTD, les partisans et les opposants d'un Congrès national algérien s'affrontent, ce qui provoque une sécession au sein du MTLD à l’été 1954.
Ce conflit ne porte pas seulement sur des questions de pouvoir mais également d'orientation. En effet, trois courants s'opposent sur l'idéologie des trois thèmes majeurs de Messali : le prolétariat, l'islam, l'action de masse. Les partisans de Messali, forment le courant des « messalistes », alors que les « centralistes » qui représentent la majorité des hommes du Comité central, ont une vision moins ouvriériste et islamiste. Enfin, la troisième tendance ouvertement activiste, les « activistes », regroupent les partisans de la lutte armée et se constitue dans le « groupe des 22 » puis le « Comité des neuf » qui sont à l'origine du déclenchement de la guerre d'indépendance algérienne le 1er novembre 1954.

## Les Oulémas et le réformisme musulman

### L’avènement du mouvement islahiste

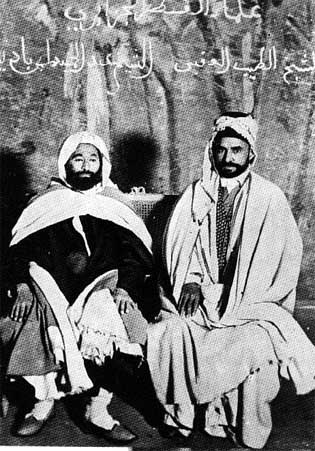
Ben Badis (à gauche) et Tayeb El Oqbi (à droite)

Le mouvement islahiste, ou réformisme musulman, est né dans les années 1920 avec les actions menées par les Oulémas, personnalités religieuses dont la figure emblématique est cheikh Abdelhamid Ben Badis, natif de Constantine en 1889. Formés dans les universités islamiques, notamment la Zitouna de Tunis et al-Azhar du Caire et influencés par le courant de la Nahda (renaissance islamique), ces réformistes ne réclament pas l’indépendance mais sont des culturalistes, fermes défenseurs de la « personnalité algérienne ». Selon Ben Badis, la nationalité politique peut rester française si la nationalité ethnique est reconnue musulmane ; il écrit dans l’un de ses articles : « La nation algérienne musulmane s’est formée et existe, comme se sont formées toutes les nations de la terre… Elle a son unité religieuse et linguistique ; elle a sa culture, ses traditions et ses caractéristiques ». 
Les réformistes œuvrent pour le retour aux sources de l’islam, la purification des scories maraboutiques, le combat contre le culte des saints et le mysticisme soufi, l’arabisation linguistique et la promulgation d’un statut personnel qui s’inspire de l’islam pour les Algériens. À l’origine, les Oulémas se déclarent apolitiques et voulant avant tout être une « association spirituelle destinée à relever le peuple musulman algérien de sa déchéance intellectuelle et morale », mais les abus de l’administration coloniale sur l’enseignement de la langue arabe, la tutelle exercée sur le personnel du culte musulman, le soutien accordé au maraboutisme amènent ces derniers à s’engager davantage dans le domaine politique pour dénoncer la politique coloniale. 
En 1913, Ben Badis ouvre la première médersa dans la mosquée de Sidi Lakhder à Constantine pour enseigner le Coran, l’histoire et les littératures arabes. La formation des enseignants est répartie dans le pays. En 1919, il crée la première imprimerie en arabe et entame une carrière de journaliste. Il anime successivement quatre journaux favorables à la pensée réformiste de la religion et de la société. Son premier journal est interdit en 1925 pour ses articles favorables à Abdelkrim al-Khattabi lors de la guerre du Rif. L’administration coloniale s'inquiète du mouvement, car elle est habituée de traiter avec l’islam maraboutique et craint un enseignement libre en dehors de médersas officielles et des principales mosquées où l’enseignement est encadré par des professeurs recrutés par les autorités. En 1933, elle interdit aux Oulémas de prêcher dans les mosquées qui doivent rester aux mains des muftis et des imams agréés par l’administration.

### L'Association des oulémas musulmans algériens

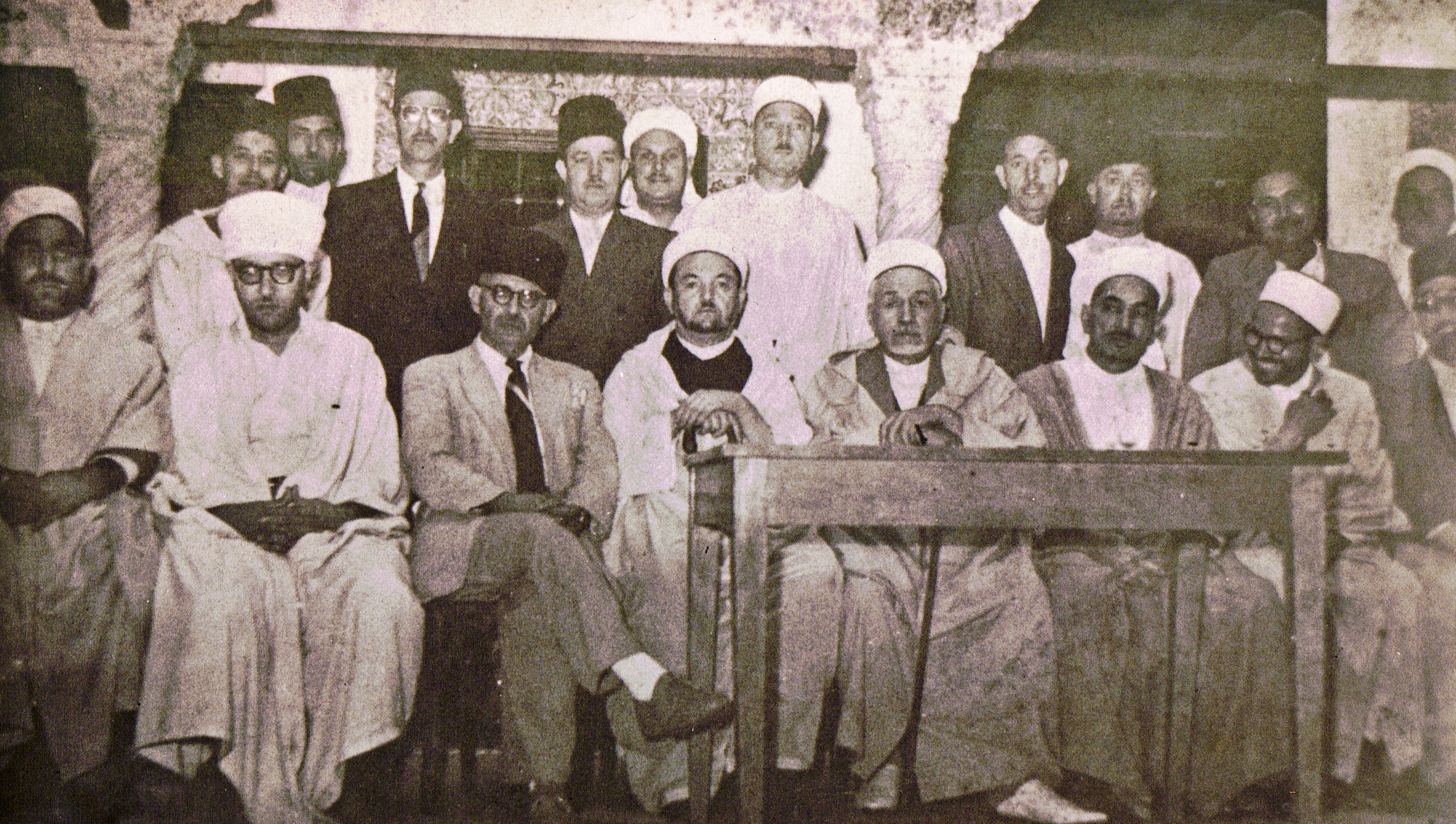
Le Conseil d'administration de l'association (fin des années 1950)

Les Oulémas créent en 1931 l’Association des oulémas musulmans algériens, dont la devise est : « L'islam est ma religion, l’arabe est ma langue, l’Algérie est ma patrie ». Ben Badis devient rapidement l'homme fort du mouvement, dont les deux autres figures sont Tayeb el-Oqbi d’Alger et Mohamed Bachir El Ibrahimi qui développe son influence depuis Tlemcen sur toute l’Oranie. La charte du conseil reprend les idées de Ben Badis : « Faire de la langue arabe la langue nationale... purifier l’islam... combattre les marabouts et les ordres religieux et ramener ainsi le peuple algérien à la véritable culture islamique ». Les actions des oulémas portent un coup dur aux marabouts, réputés liés à la colonisation ainsi qu'aux confréries religieuses. Certains marabouts finissent par se rallier aux Oulémas après la mort en 1931 d'Ahmad al-Alawi de Mostaganem, chef du maraboutisme « moderne ». 
Le cheikh Ben Badis meurt à Constantine en 1940 et 20 000 personnes assistent à ses obsèques. Son remplaçant, El Ibrahimi, est assigné à résidence chez lui à Aflou et la médersa qu’il dirige à Tlemcen est fermée ; il ne recouvre sa liberté qu’en 1943. Par la suite, il approuve le « manifeste du peuple algérien » et critique le projet Blum-Viollette qui constitue pour lui en « un pas vers l’assimilation », et réclame la nécessité de la citoyenneté algérienne. Pour ces raisons, il rejoint les Amis du manifeste et de la liberté.
Cette période est marquée par la reprise des actions culturelles pour la défense de l’islam et la langue arabe, notamment l’ouverture des écoles coraniques et l’animation des cercles culturels. L’apprentissage de la langue arabe et du coran connait une progression importante dans plusieurs régions de l'intérieur du pays. En 1947, l’Association des Oulémas inaugure l’Institut Ben Badis à Constantine qui dispense un enseignement de niveau secondaire englobant des disciplines modernes. Son influence est grande dans la société algérienne, ses actions mènent à un dynamisme social qui renforce les ambitions identitaires en lui donnant ses points de repère. Ainsi, en 1931, l’historien réformiste Ahmed Taoufik El Madani publie Le Livre de l’Algérie. L’islam offre au nationalisme algérien une dimension religieuse, mais également un refuge contre la colonisation. Il constitue alors un véritable patriotisme religieux.

## Les autres courants

### Le rôle complexe des communistes
|                                                            |  |                                                            |
| Recto de la carte d'un membre du Parti communiste algérien |  | Verso de la carte d'un membre du Parti communiste algérien |

Jusqu’en 1934, l'effectif du Parti communiste français (PCF) n'est que de 80 adhérents indigènes. Au début, le PCF se fait le soutien du droit des Algériens à constituer une nation indépendante, votant ainsi en 1926 à Alger une résolution en faveur de l’indépendance. En 1935, la « circulaire Barthel » (du pseudonyme du militant communiste Jean Chaintron, délégué du PCF en Algérie) fait scandale dans la presse européenne. On lit dans cette note que : « La nation française n’est pas la nation du peuple d’Algérie, c’est une nation étrangère au peuple d’Algérie, c’est la nation oppresseuse, c’est la nation de l’impérialisme qui (…) s’est annexée l’Algérie et qui courbe sous l’esclavage la nation algérienne ». Mais à la veille du Front populaire, dans les années 1930, la priorité devient la lutte contre le fascisme et le PCF met fin aux revendications d’indépendance pour parler « d’émancipation des peuples colonisés ».
Le Parti communiste algérien (PCA) naît en 1936 de la transformation de la section d'Algérie du PCF en une entité séparée,. Il englobe deux fronts : un front européen antifasciste et un front algérien anti-impérialiste. Bien que son développement soit bloqué par l’émergence du Messalisme, il garde cependant un certain prestige chez la jeunesse et au sein des milieux musulmans cultivés, notamment grâce à son journal Alger républicain. Il reste également attaché à la formule des années 1930 de Maurice Thorez : « l’Algérie, nation en formation ».
En 1944, restant à l'écart des Amis du manifeste et de la liberté qui luttent en faveur de l’indépendance, le PCA crée « Les Amis de la démocratie ». Il qualifie même les manifestations nationalistes réprimées de 1945, de « complot fasciste » mais, par la suite, il cherche l’apaisement et lance une campagne en faveur de l’amnistie de tous les détenus des émeutes. Son secrétaire général reconnait en 1947 que « le parti s’était aperçu de son erreur et cherchait à la corriger ». Le PCA se prononce aussi pour une République algérienne dans le cadre de l’Union française. Il entame à cet effet une politique de rapprochement avec les nationalistes algériens, l’ouverture aux militants algériens ainsi que l’implémentation dans les campagnes. Cette évolution est marquée par une orientation en direction des couches populaires (qui suscite même une concurrence avec les formations nationalistes tel que le  Mouvement pour le triomphe des libertés démocratiques (MTLD) qui est alors en pleine crise), la défection des militants européens et des bonnes ventes des journaux Liberté et El-Djazaïr.
Les réunions du PCA représentent un lieu unique dans l’Algérie coloniale : militants européens et musulmans s'y côtoient. Son action syndicale constitue une formation politique pour des milliers d’ouvriers algériens. En 1950, les dockers entrent en grève à Oran pour empêcher le chargement des bateaux en partance pour l'Indochine. Cette grève gagne d'autres secteurs de la ville ainsi que d’autres ports algériens. Néanmoins, le glissement vers le nationalisme ne s’est pas fait sans heurts entre les deux populations.

### De la citoyenneté française à la citoyenneté algérienne

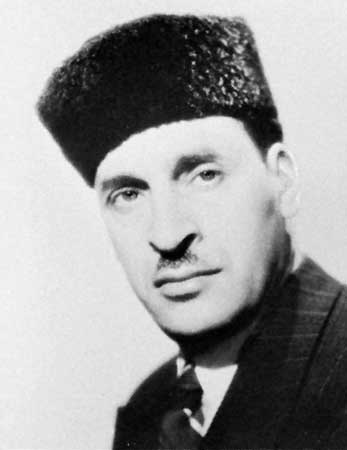
Ferhat Abbas

L'aile assimilationniste du mouvement des Jeunes Algériens évolue en une organisation politique représentée par la Fédération des élus, créée en 1927 et qui se subdivise en 1930 en trois fédérations départementales. Les revendications des élus restent identiques à celles des Jeunes Algériens. Ils prônent une égalité avec les Européens dans tous les domaines et optent pour un attachement administratif à la France ainsi que l’octroi de la citoyenneté française aux différentes catégories d’Algériens. Les élus sont recrutés parmi les délégués élus des différents assemblés. Les personnalités les plus marquantes sont Ferhat Abbas et le docteur Bendjelloul. Taxés de « renégats », leur audience reste faible, et les oulémas et les communistes se dressent contre eux. Ils sont également ignorés par l’administration française jusqu'à l’avènement du Front populaire et les nationalistes radicaux dénoncent leur perspective assimilationniste. Cependant, ces élus jouent un rôle important dans la formation du nationalisme algérien en établissant une médiation entre les formes de politique moderne et les populations algériennes ayant le droit de vote.
Le réformisme politique connait son apogée dans les années 1936-1937, date de la création du Congrès musulman. Les élus approuvent le projet Blum-Viollette. Mais à la veille de la Seconde Guerre mondiale, le mouvement s'est déjà contracté, en raison de l'absence de réformes notables, l’impossibilité de la gauche française d'amorcer la décolonisation et le refus d’accorder la citoyenneté aux Algériens musulmans dans le cadre de leur statut religieux. Seuls quelques cadres attachés à l’administration française et des assimilationnistes continuent dans cette voie du réformisme politique, tel que Chérif Sid Cara, qui rejoint les partisans de l'Algérie française. À partir de 1937, le discours anti-colonial des élus ne diffère pas des messalistes ou des oulémas. Les élus se rapprochent des nationalistes et des indépendantistes. Plusieurs chefs de file de la fédération de Constantine affichent des positions autonomistes puis nationalistes.
À la suite des débarquements alliés de 1942, Ferhat Abbas rédige le Manifeste du peuple algérien en 1943 et rejoint les Amis du manifeste et de la liberté. Il abandonne ainsi les revendications assimilationnistes et fonde l'Union démocratique du manifeste algérien (UDMA) en 1946, militant pour l’établissement d’un État associé à la France. Son nouveau slogan est « ni assimilation, ni nouveau maitre, ni séparatisme ». Son programme reprend le projet d’une République algérienne du Manifeste du peuple algérien, l'adhésion à la citoyenneté et aux modalités démocratiques qui la fondent. Abbas revendique le droit des peuples à disposer d’eux-mêmes. Les militants sont en effet déçus par l’administration coloniale incapable de rompre avec le conservatisme de la minorité dominante et les rapports ne sont jamais interrompus avec les autres nationalistes. En novembre 1954 l'UDMA traverse une crise interne : les jeunes militants sont impatients et ne reconnaissent plus dans les positions de la direction.

## Tentatives d'unions

### À la recherche d’une formule d’union
Le Congrès musulman naît en 1936 par l’union de plusieurs formations, sur le modèle du Front populaire et du Congrès indien. Il rassemble pour la première fois plusieurs partis politiques musulmans algériens : la fédération des élus, le Parti communiste algérien et, d’une façon plus réservée, les Oulémas, sensibles à certains points de la charte revendicative qu'établit le Congrès, dont la suppression du statut de l'indigénat, le maintien du statut personnel et l’égalité et la liberté d’enseignement. Le document final réclame également la suppression des tribunaux militaires, la reconnaissance de la langue arabe comme langue officielle et l’abrogation du décret Régnier du 5 avril 1935 réprimant les manifestations contre la souveraineté française.
Première tentative de rassemblement de type frontiste, le Congrès musulman est cependant ignoré par les messalistes dont le leader, Messali Hadj, est porté en triomphe par la foule lors d’un discours prononcé devant les responsables du Congrès à Alger, où il déclare : « cette terre est à nous, nous ne la vendrons à personne ». Une délégation dirigée par le docteur Bendjelloul et Albelhamid Ben Badis présente au gouvernement français une charte revendicative, cependant aucune des revendications n’a abouti et les dissensions sont importantes entre les élus favorables à l'assimilation et les Oulémas surtout occupés par la religion. 
En réponse, le gouvernement français annonce le projet Blum-Viollette qui prévoit l’accession à la citoyenneté française, sans renonciation au statut personnel de droit local, d’une élite d’environ 20 000 musulmans. Les élus soutiennent le projet, les communistes et les socialistes algériens insistent sur l’importance du projet gouvernemental alors que les Oulémas adoptent une attitude plus complexe et plus nuancée. Pour Bachir El Ibrahimi : « La population musulmane n’avait adopté le projet que par nécessité politique […] Il ne s’agissait que d’une question tactique, une question d’attente ». Le projet est clairement rejeté par les militants du l'ENA et par le PPA qui lui succède en 1937. Ce dernier poursuit par la suite sa propagande contre le projet. Le mouvement exprime sa volonté de défendre et de renforcer la cohésion du groupe national atomisé par la présence coloniale. Dans une « lettre ouverte aux Oulémas », il le décrit comme : « Un projet de loi [qui] menace l’unité du peuple algérien ». Il prône aussi le refus de l’assimilation par la revendication d’une culture distincte héritée d’un long passé. Par leur refus du projet, les nationalistes connaissent une progression foudroyante sur le sol algérien. Ainsi, les propositions des chefs de file du Congrès musulman, apparaissent déjà comme historiquement dépassés, et le projet Blum-Viollette est plus un barrage aux aspirations montantes du nationalisme indépendantiste qu’une réelle solution au problème algérien.

### Maturation du mouvement national
La Seconde Guerre mondiale voit naître la première et réelle union du mouvement national, accompagnée d'une poussée très forte du nationalisme. Le 10 février 1943, Ferhat Abbas propose le Manifeste du peuple algérien, approuvé par le Parti du peuple algérien et les Oulémas, dans une formule politique qui intègre tant l’indépendantisme du PPA que les revendications des Oulémas : une république algérienne disposant de sa nationalité et sa citoyenneté propres. Y est aussi intégrée la condamnation de la colonisation, le droit du peuple à disposer de lui-même, l'établissement d'une constitution algérienne et l'officialisation de la langue arabe. De Gaulle et le CFLN repoussent cette formule et proposent l'octroi de la citoyenneté française sans l’abandon de leur statut personnel à 65 000 musulmans.
Le rejet français du Manifeste provoque en 1944 l'union des élus, des oulémas et du PPA au sein d’une association créée à cette occasion pour défendre le programme du Manifeste : les Amis du manifeste et de la liberté (AML), qui remportent rapidement un succès important et attirent des centaines de milliers d’adhérents. Le PPA y joue un rôle moteur en diffusant les idées nationalistes. Le discours des acteurs de ce mouvement connait un véritable succès : la réception des écrits publiés dans la presse et les slogans émis dépassant vite les cercles habituels et les Algériens ruraux adhèrent massivement aux idées nationalistes. Toutefois, les nationalistes sont toujours isolés sur la scène internationale, et l’unité des AML n'est que de façade, Messali Hadj ayant rompu avec l'idée du maintien de liens avec la France encore défendue par les élus modérés.
En avril 1945, les autorités françaises arrêtent Messali et plusieurs chefs du PPA. Les manifestations nationalistes sont réprimées à Oran et à Alger le 1er mai 1945, puis les émeutes du 8 mais 1945 à Sétif et à Guelma dégénèrent en massacres. La répression des manifestations du 8 mai 1945 par l’administration coloniale, radicalise tout le mouvement national sur les positions indépendantistes. Les nationalistes considèrent dès lors que la violence politique est la seule solution pour arracher l’indépendance. En 1946, les communistes, qui sont restés longtemps en dehors de l’union des AML, réclament à leur tour une république algérienne dans le cadre de l'Union française.
Par ailleurs, les difficultés socioéconomiques, la rigueur des opérations armées dans la région du Nord Constantinois et les cérémonies du pardon (aman) engendrent des profonds traumatismes inscrits dans la mémoire collective. Le statut de l’Algérie voté en 1947 jugé trop timoré et le trucage des élections de l’assemblée en 1948 généralisent les mécontentements. En 1951, le MLTD, l'UDMA, les oulémas, le PCA et les libéraux européens se regroupent en un Front algérien pour la défense et le respect des libertés (FADRL), un mouvement qui connaît une existence éphémère.

### Aux origines du FLN

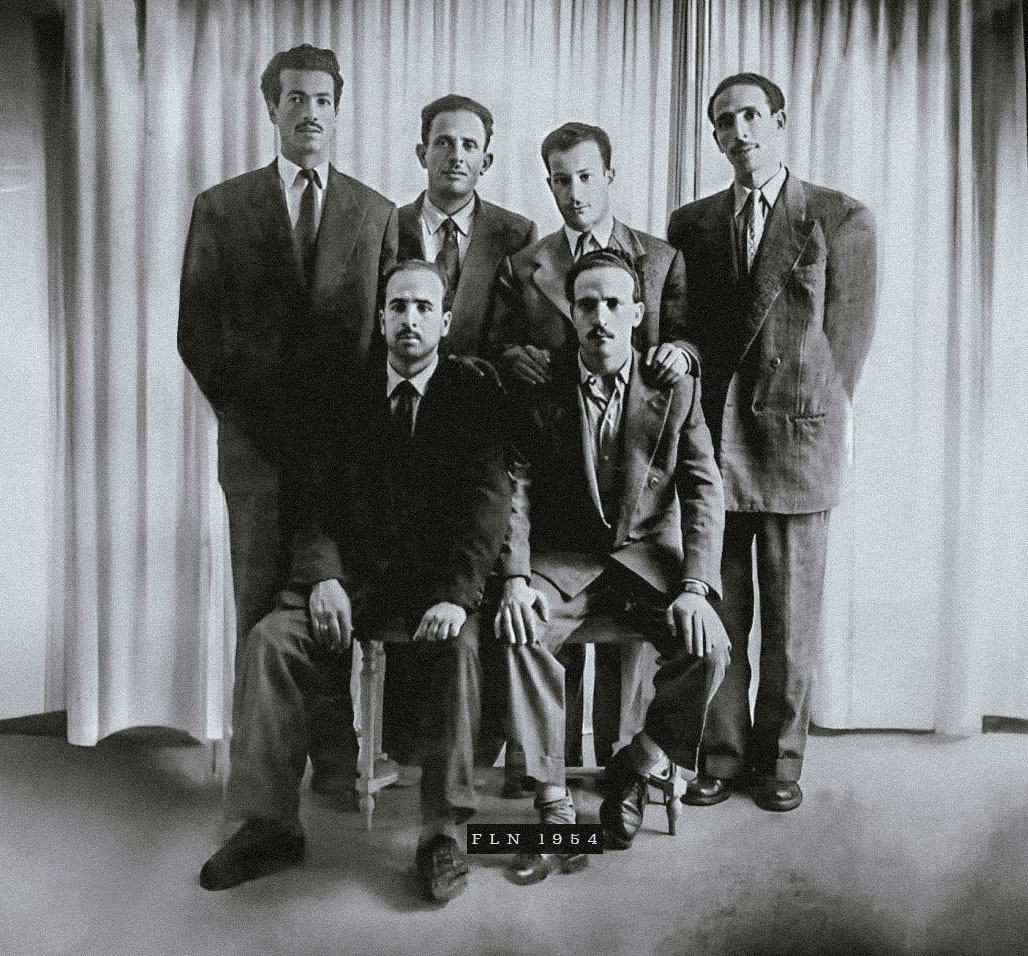
Le « Comité des six ». Debout, de gauche à droite : Rabah Bitat, Mostefa Ben Boulaïd, Didouche Mourad et Mohamed Boudiaf. Assis : Krim Belkacem à gauche, et Larbi Ben M'hidi à droite.

Les années 1940 voient tous les courants du mouvement national s'orienter vers l’indépendantisme. Le PPA-MTLD, qui constitue l’aile la plus radicale du mouvement, traverse une série de crises internes. Les « activistes », partisans de la lutte armée, forment dans ce but en 1947 une organisation paramilitaire clandestine : l'Organisation spéciale (OS), mais sans toutefois réussir à déclencher une insurrection. L'OS est démantelée par les autorités françaises en 1950 et une féroce répression s’abat non seulement sur ses membres, mais également sur les militants du MTLD. L'action du PPA-MTLD mène à une impasse politique. Pour sortir le parti de cette crise, certains des « activistes », dirigés par Mohamed Boudiaf, auxquels se joignent des membres du comité central du parti, les « centralistes », créent alors un Comité révolutionnaire d'unité et d'action (CRUA). En juin 1954, les « activistes » rompent à nouveau avec leur parti et se regroupent dans un « Comité des 6 » qui devient « Comité des 9 » ; ce dernier s’appuie sur le « groupe des 22 » du CRUA. Ils annoncent dans une proclamation du 31 octobre 1954 la création d’un « Front de libération nationale » (FLN) et informent que la date du 1er novembre marquera le déclenchement de la guerre de la Libération nationale.
L'objectif du FLN est « la restauration de l’État algérien souverain, démocratique et social dans le cadre des principes islamiques ». Il s’adresse aux principales composantes du mouvement national : les principes islamiques des Oulémas, ceux démocratiques de l'UDMA, ceux sociaux du PCA et enfin ceux indépendantistes radicaux du PPA-MTLD. Les « centralistes » puis les oulémas et l’UDMA rallient le FLN au début de l'année 1956, suivis par les communistes dont leur groupe armé, le CDL, rejoint l'ALN en juillet 1956. Les partisans de Messali constituent le Mouvement national algérien (MNA) rival du FLN, et plusieurs organisations sociales sont placées sous la dépendance du FLN, tels le syndicat Union générale des syndicats algériens (UGSA) et l'Union générale des étudiants musulmans algériens (UGEMA). 
Les « ralliés », principalement les « centralistes » du PPA, représentent le courant politique du Conseil national de la Révolution algérienne (CNRA), créé en 1956. Les ex-centralistes du PPA et ex-dirigeants de l’UDMA vont occuper des postes ministériels dans le premier Gouvernement provisoire de la République algérienne (GPRA). Toutefois, les communistes conservent leur propre organisation clandestine et ne participent pas aux luttes de pouvoir du FLN : ils se reformeront après l’indépendance alors que les messalistes, interdits de reformer leur parti, se font accuser de « traîtrise ». Les actions des Oulémas, centrées sur l’éducation religieuse et la langue arabe, se transforment après l’indépendance en un programme politique.

## Les mouvements sociaux

### Mouvement ouvrier

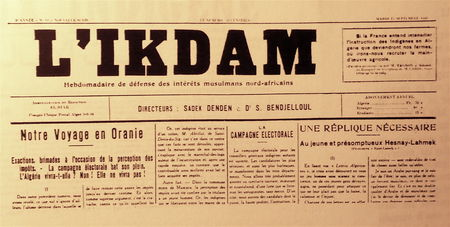
Le journal anticolonial L’Ikdam

Dans les années 1920, des travailleurs algériens se joignent aux défilés du 1er mai et arborent des drapeaux verts frappés du croissant et de l’étoile rouge. La Confédération générale du travail unitaire (CGTU), une organisation radicale révolutionnaire qui fait scission d'avec la CGT, est plus ouverte aux luttes anti-impérialistes et reconnait la validité des « aspirations à la libération nationale ». Pour Victor Spielmann, un compagnon de l’émir Khaled, l’avenir de l’Algérie passe par une république mixte et socialiste. En 1924, la CGTU et la section nord-africaine animée par Abdelkader Hadj Ali organisent les « congrès nord-africains ».
La CGTU est par la suite renforcée par l'adhésion de travailleurs algériens des dépôts et des ports, et plusieurs grèves sont menées dans les années 1920 ainsi que les premières luttes de femmes dans les usines de tabac. En 1930, elle rassemble 10 000 syndiqués, avec une forte minorité algérienne. La CGTU se transforme en CGTA (Confédération générale des travailleurs algériens) et rédige le Manifeste aux ouvriers et aux paysans d’Algérie qui, reprenant le programme des communistes et des syndicats nord-africains de la CGTU, annonce une assemblée populaire algérienne et une réforme agraire. Les luttes ouvrières entretiennent un syndicalisme de combat qui devient un lieu de formation des militants. En 1934, des manifestations antifascistes ont lieu face à la montée du « fascisme colonial ». À l’avènement du Front populaire, des grèves suivent le mouvement de juin 1936 en France, demandant l’application des lois sociales, mais l'opposition entre travailleurs français et espagnols d’une part, et marocains et algériens d’autre part, en limitent l'ampleur et la durée. Les grèves à majorités algériennes sont très vives dans trois domaines : le secteur du bâtiment, du liège dans l'Est du pays et au sein des fermes et du vignoble dans la Mitidja et l'Oranie.
Ces luttes aboutissent à une syndicalisation rapide et à nourrir l’aspiration à un État algérien social. Le couple parti-syndicat triomphe après 1945, offrant à l’État national le modèle soviétique de l'État-parti. Le FLN, reprenant le modèle de la lutte armée, présente un front politique doublé par l’ALN. Le mouvement ouvrier a bien modélisé le mouvement national et des courants de la gauche française (trotskistes, anarchistes, et syndicalistes-révolutionnaires) se rapprochent des nationalistes algériens. Pendant la guerre d’Algérie, ces courants français apportent soutien matériel et idéologique aux militants algériens.

### Scoutisme musulman algérien

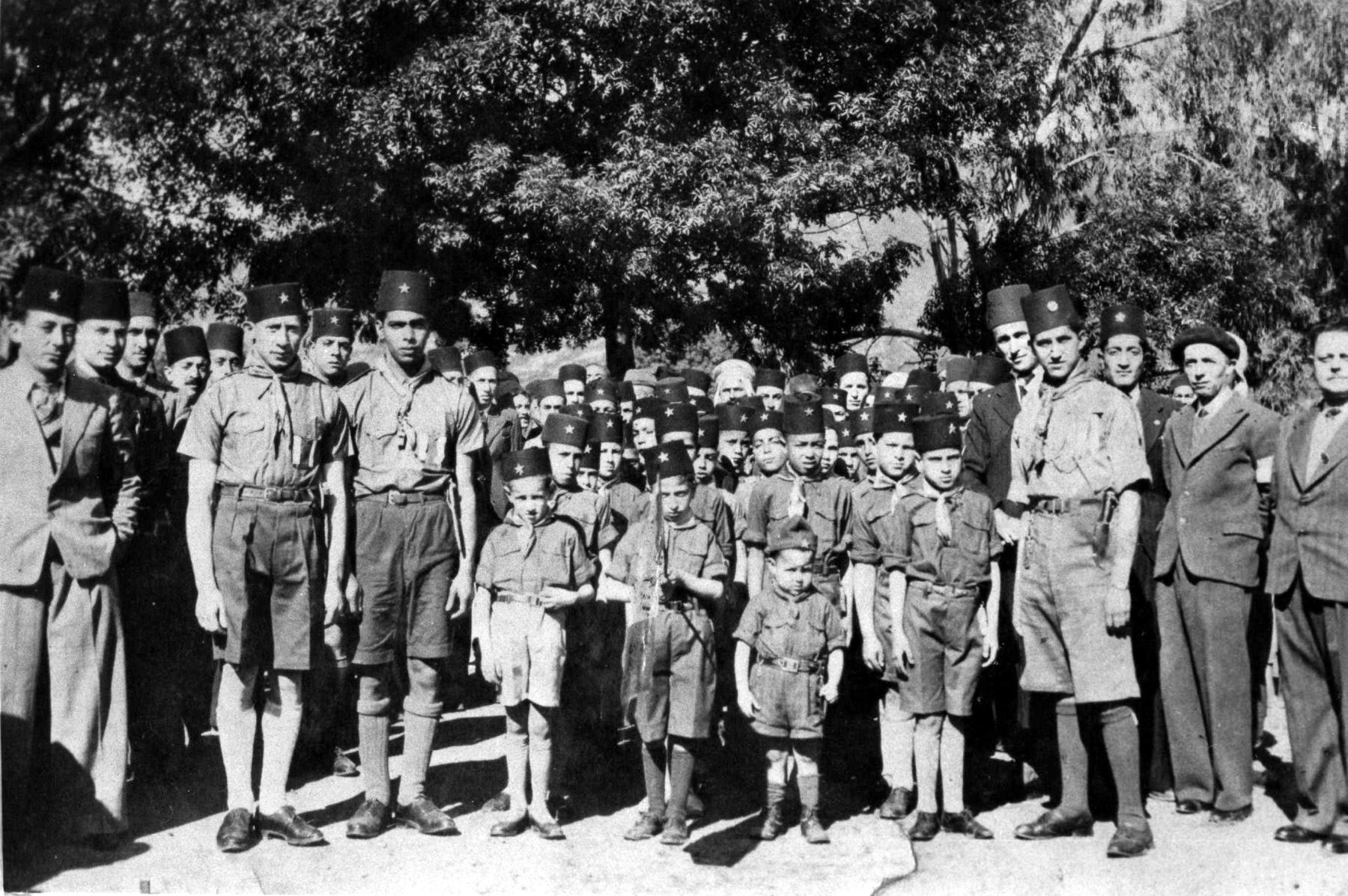
Le groupe SMA de Collo en 1940

Dans les années 1930, le paysage culturel et politique algérien connaît un grand dynamisme : plusieurs journaux sont créés, ainsi que des nadis (cercle politico-littéraire). Les premiers groupes des scouts musulmans algériens (SMA) sont créés par des militants de l'islah (« réforme ») durant cette période. En plus de leurs activités de scoutisme, ils affichent une dimension politique, par la référence à l'islam et à la patrie algérienne.
En 1935 Mohamed Bourass crée la première section des SMA, baptisée « El-Fallah ». Il entre en contact avec les autres organisations de scoutisme pour les convaincre de s’unir. En 1939, le premier congrès du mouvement marque la fondation de la Fédération des scouts musulmans algériens (FSMA) et l’uniformisation du règlement, des tenues et de lois, l'adoption d'un chant national scout ainsi que d'un drapeau semblable au drapeau algérien. En 1939, le PPA est dissous, et de nombreux chefs scouts de FSMA se rallient au mouvement nationaliste. L'administration coloniale tente de mettre fin au mouvement en éloignant les chefs musulmans et en rapprochant des chefs français. Des groupes SMA autonomes naissent alors dans le Sud et en Kabylie. Les manifestations scoutes deviennent de plus en plus nombreuses et les chants, davantage révolutionnaires. Les scouts participent aux manifestations nationalistes du mai 1945, lors des massacres de Sétif et Guelma ; les SMA sont très durement frappés, en particulier la troupe En Noudjoum de Guelma. Ils se font ensuite interdire dans le Constantinois et en Kabylie. En 1948, la direction administrative et technique passe entièrement entre les mains des membres du PPA.
En outre, le PPA possède d’autres organisations satellites : l’Association des étudiants, l’Association des femmes musulmanes, des groupes sportifs, des médersas et des syndicats. Les SMA ont été le principal mouvement de jeunesse algérien. Les mesures répressives de l’administration coloniale n’ont pas affaibli le mouvement, dont le nationalisme est proche de celui du PPA. Une grande partie des SMA a participé à la guerre de libération algérienne.

## Idéologie nationaliste algérienne

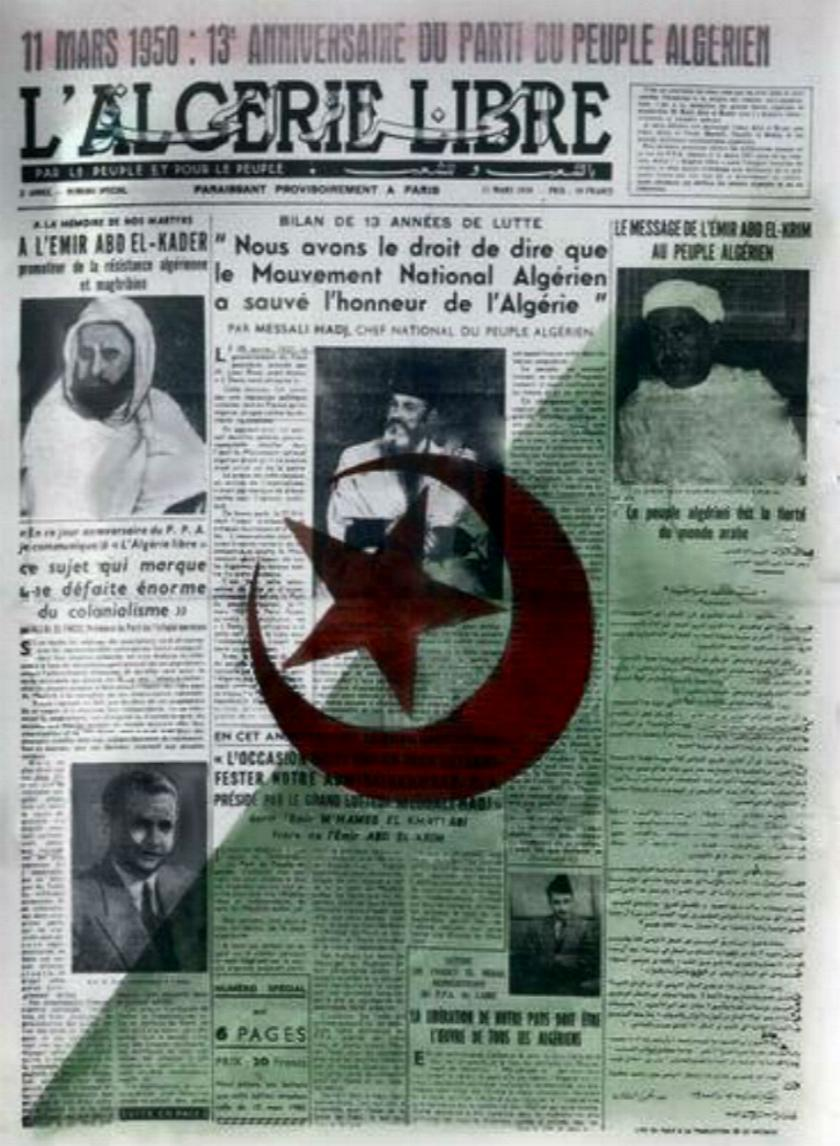
Première page du journal L'Algerie Libre en 1950 pour la célébration du 13e anniversaire du Parti du peuple algérien

Le nationalisme algérien se situe à l'intérieur de deux idéologies : le mouvement socialiste et la tradition islamique ; il est également teinté de populisme. Le lieu de naissance du mouvement indépendantiste, à Paris en 1926, influence son développement idéologique ultérieur. Il initie les premiers militants algériens à des modèles d’organisations socialistes. L’islam consiste en un autre facteur important car la quasi-totalité des Algériens sont restés attachés à leur tradition religieuse. L’islam est à la fois un projet de société et une idéologie. Le populisme quant à lui se manifeste par une méfiance envers les élites, perçues comme des « bourgeois » qui ignorent les réalités du peuple.
La question nationale signifie pour l’opinion publique musulmane une référence à une nation algérienne ; elle trouve son essence dans le refus de l’ordre colonial et dans une perception négative dans tout ce qui oppose au colonisateur : la religion, la culture et la langue. L'aspiration à l’indépendance tire ses origines dans la résistance populaire armée à la conquête française. Le nationalisme algérien s'attache également à l’islam, à l'appartenance au monde musulman et à la volonté de récupérer une authentique identité nationale. Le projet final est la construction de l’État-Nation pour les Algériens, consistant en un point de départ de toutes les améliorations possibles, le retour aux sources idéalisées par le passé et à l’islam, la remise des richesses algériennes au profit du peuple algérien et la fin de tous les maux, dont la présence française est tenue pour responsable.
L'engagement politique apparaît d’abord dans les villes islamiques de l’intérieur avant de s’étendre vers les villes du littoral. D'ailleurs Messali Hadj est né à Tlemcen et Ben Badis à Constantine. Avec l’exode rural, les centres urbains deviennent le lieu de l’élaboration de la politique indépendantiste. Les villes intermédiaires, semi-citadines, semi-rurales telles que Souk Ahras deviennent des agglomérations où le nationalisme est le plus implanté, ce qui a permis aux indépendantistes une progression rapide dans les campagnes. Aux élections municipales de 1947, le MTLD s'empare de la totalité des sièges et représente les Algériens dans 110 municipalités.
La dégradation de la situation sociale et économique des Algériens, la violence de certains colons, la défaite de la France, et la mobilisation d’un grand nombre de musulmans algériens pendant la Seconde Guerre mondiale mènent à une tension qui produit les massacres du 8 mai 1945, et provoque une fracture dans la société coloniale, autant de déclencheurs de la guerre d'Algérie, en 1954. Le projet indépendantiste pénètre profondément la société algérienne et son idéologie continue d’influencer le nationalisme algérien actuel à travers la centralisation de type jacobin et l'idéologie arabo-islamiste, qui traversent toute la doctrine officielle de l’État.

## Presse et travail journalistique
Plusieurs journaux algériens ont vu le jour afin d'encadrer la population algérienne dans son combat des droits et de liberté, on cite :
- L'hebdomadaire L'Entente Franco-Musulmane (1935-1942) créé par la Fédération des Élus du Constantinois[129].
- Le journal Égalité (1944) créé par Ferhat Abbas, et qui a été renommé La République Algérienne en 1948[129].

#### Ouvrages utilisés
- Collectif, Histoire de l'Algérie à la période coloniale : 1830-1962, Paris/Alger, coédition La Découverte et Barzakh, 2012, 717 p. (ISBN 978-2-7071-7326-3) :
  - Jean-Pierre Peyroulou, « 1919-1944 : l'essor de l'Algérie algérienne », dans , 319-346 p.
  - Julien Fromage, « Le docteur Bendjelloul et la Fédération des élus musulmans », dans , 398-401 p.
  - René Gallissot, « 1919-1939 : le mouvement ouvrier et ses modèles d'organisation », dans , 432-438 p.
  - Mahfoud Kaddache, « Les scouts musulmans algériens, creuset du nationalisme », dans , 446-450 p.
  - Ouanassa Siari Tengour, « 1945-1962 : vers l'indépendance », dans , 465-481 p.
  - Malika Rahal, « Du PPA-MTLD au FLN ? », dans , 547-552 p.
- Benjamin Stora, Le nationalisme algérien avant 1954, Paris, CNRS, 2010, 346 p. (ISBN 978-2-271-06868-2)
- Pierre Darmon, Un siècle de passions algériennes : Une histoire de l'Algérie coloniale (1830-1940), Paris, Fayard, 2009, 934 p. (ISBN 978-2-213-64380-9), p. 749-839
- Jean Lacouture, L'Algérie algérienne : Fin d'un empire, naissance d'une nation, Paris, Gallimard (Editions), coll. « Témoins », 2008, 75-105 p. (ISBN 978-2-07-012003-1)
- Mahfoud Kaddache, Histoire du nationalisme algérien 1919-1951, Paris/Alger, Paris-Méditerranée, 2004, 982 p. (ISBN 2-84272-169-1)
- Collectif coordonné par Hassan Ramaoun, L'Algérie : histoire, société et culture, Alger, Casbah Éditions, 2000, 44-54 p. (ISBN 9961-64-189-2), « L’Algérie de 1830 à nos jours : histoire sociale et politique »
- (en) James McDougall, Histoire et culture du nationalisme en Algérie, Cambridge, Cambridge University Press, 2006, 284 p. (ISBN 978-0521843737)
- (en) James McDougall, Une histoire de l’Algérie, Cambridge, Cambridge University Press, 2017, 448 p. (ISBN 978-0521851640)

#### Autres articles
- Pierre-Jean Le Foll-Luciani, « Des étudiants juifs algériens dans le mouvement national algérien à Paris (1948-1962) », La bienvenue et l’adieu, no 2,‎ 2012, p. 67-93 (lire en ligne)
- Malika Rahal, « La tentation démocratique en Algérie. L’Union démocratique du manifeste algérien (1946-1956) », Insaniyat, no 31,‎ 2008, p. 79-93 (lire en ligne)
- (ar) Hassan Ramaoun, « الإستعمار، الحركة الوطنية و الاستقلال بالجزائر : العلاقة بين الديني و (Colonisation, Mouvement national et Indépendance en Algérie : à propos de la relation entre le religieux et le politique) », Insaniyat, no 31,‎ 2006, p. 13-29 (lire en ligne)
- Mohamed Mahieddine Nahas, « La pensée politique de Mustafa Kemal Atatürk et le Mouvement national algérien », Insaniyat, nos 25-26,‎ 2004, p. 123-142 (lire en ligne)
- Saddek Benkada, « La revendication des libertés publiques dans le discours politique du nationalisme algérien et de l’anticolonialisme français (1919-1954) », Insaniyat, nos 25-26,‎ 2004, p. 179-199 (lire en ligne)
- Daho Djerbal, « La question démocratique dans le Mouvement national (1945-1962) », Insaniyat, nos 25-26,‎ 2004, p. 159-177 (lire en ligne)
- Abdelmalek Sayad, « Émigration et nationalisme : le cas algérien », Publications de l'École française de Rome  lien   Genèse de l'État moderne en Méditerranée. Approches historique et anthropologique des pratiques et des représentations. Actes des tables rondes internationales tenues à Paris (24-26 septembre 1987 et 18-19 mars 1988),‎ 1993, p. 407-436 (lire en ligne)
- Charles-Robert Ageron, « Le parti communiste algérien de 1939 à 1943 », Vingtième Siècle. Revue d'histoire, vol. 12, no 12,‎ 1986, p. 39-50 (lire en ligne)
- Benjamin Stora, « Avant la deuxième génération : le militantisme algérien en France (1926-1954) », Revue européenne de migrations internationales, nos 1-2,‎ 1985, p. 69-93 (lire en ligne)
- Charles-Robert Ageron, « Enquête sur les origines du nationalisme algérien. L'émir Khaled, petit-fils d'Abd El-Kader, fut-il le premier nationaliste algérien ? », Revue de l'Occident musulman et de la Méditerranée, vol. 2, no 2,‎ 1966, p. 9-49 (lire en ligne)